# Sphaerotheca (schimmel)
Sphaerotheca is een geslacht van schimmels behorend tot de familie Erysiphaceae. De typesoort is Sphaerotheca pannosa.

## Soorten
Volgens Index Fungorum telt dit geslacht 14 soorten (peildatum juni 2022):
| Soortnaam                  | Auteur(s)                 | Publicatiejaar |
| -------------------------- | ------------------------- | -------------- |
| Sphaerotheca albescens     | Desv. ex Sacc.            | 1888           |
| Sphaerotheca armeniaca     | Puzari & A.K. Sarbhoy     | 1996           |
| Sphaerotheca castagnei     | Lév.                      | 1851           |
| Sphaerotheca codonopsidis  | Z.Y. Zhao                 | 1979           |
| Sphaerotheca detonsa       | (Fr.) J. Kickx f.         | 1867           |
| Sphaerotheca erigerontis   | Oudem.                    | 1897           |
| Sphaerotheca gigantiasca   | (Thüm. & Sorokīn) Bäumler | 1891           |
| Sphaerotheca heteropogonis | Y.S. Paul & V.K. Thakur   | 2004           |
| Sphaerotheca heteropogonis | Y.S. Paul & V.K. Thakur   | 2006           |
| Sphaerotheca japonica      | (E.S. Salmon) Homma       | 1937           |
| Sphaerotheca lappulae      | T.Z. Liu & Z.J. Xu        | 2004           |
| Sphaerotheca sanguisorbae  | (DC.) S. Blumer           | 1933           |
| Sphaerotheca veronicae     | (Jacz.) Bunkina           | 1974           |
| Sphaerotheca voandzeiae    | Bouriquet                 | 1947           |